# Hungria nos Jogos Olímpicos de Inverno de 1928
A Hungria competiu nos Jogos Olímpicos de Inverno de 1928, realizados em St. Moritz, Suíça.